# Two YOU
『Two YOU』（トゥー・ユー）は、吉川友の2枚目のオリジナルアルバム。2013年4月24日にユニバーサルJから発売された。

## 概要
1枚目のオリジナルアルバム『One for YOU!』から1年3か月ぶりのリリースとなるアルバム。SmileRによるシングル曲3曲・新曲5曲・1stシングルのアコースティックバージョン2曲など、全12曲が収録されている。初回限定盤には「きっかフェス6 〜ザ・リクエスト・アワー〜」（2013年1月）の映像が収録されたDVDが付属している。
レコーディングは吉川出演ミュージカル『屋根の上のバイオリン弾き』と同時に行われていた。（ミュージカルが）「一回公演の日はほとんどレコーディングが入ってました」という。

## 収録曲
1. ドラマチック
  - 作詞・作曲・編曲：SmileR
  - 新曲[2]。「可愛い恋愛」を表現した曲で、歌詞に使われている言葉も可愛いものが多い[5]。
2. ダーリンとマドンナ
  - 作詞・作曲・編曲：SmileR
  - 5thシングル曲。
3. ずっとずっとずっと君がスキだ
  - 作詞・作曲・編曲：サカノウエヨースケ
  - 新曲[2]。一途な思いを持った女性を表現した曲で、曲調は「軽快なロックチューン」[5]。
4. 恋愛遠慕
  - 作詞・作曲・編曲：PolyphonicBranch
  - 新曲[2]。曲調は吉川本人が「こういう曲が歌いたい」と希望を出していた「和風ロック」[4]。なお「遠慕」は造語[5]。
5. 世界中に君は一人だけ
  - 作詞・作曲・編曲：SmileR
  - 6thシングル曲。
6. ここから始まるんだ!
  - 作詞・作曲・編曲：SmileR
  - 4thシングル曲
7. TO BE…
  - 作詞・作曲：サカノウエヨースケ、編曲：tsunenori
  - 新曲[2]。吉川がアルバムの中で一番好んでいる曲で[4]、「恋と愛の微妙な違い」を表現している[6]。
8. 風のようなメロディー
  - 作詞・作曲・編曲：SmileR
  - 4thシングルの初回限定盤Bのカップリング曲。
9. 運命
  - 作詞・作曲・編曲：におP
  - 新曲[2]。「切ない恋愛模様」を表現したバラード曲で、吉川はレコーディング時に苦労したという[6]。
10. Twinkle Days
  - 作詞・作曲・編曲：19-iku-
  - 5thシングルの初回限定盤Bのカップリング曲。
11. さよなら涙(Acoustic Version)
  - 作詞・作曲：イワツボコーダイ、編曲：佐々木貴之
  - 1stシングルの初回限定盤Aのカップリング曲のアコースティックバージョン。
12. きっかけはYOU!(Acoustic Version)
  - 作詞：大華奈央香、作曲：オオヤギヒロオ・大華奈央香、編曲：佐々木貴之
  - 1stシングル曲のアコースティックバージョン。